# The Comebacks
The Comebacks är en amerikansk komedifilm från 2008.

## Handling
Lambeau Fields (David Koechner) är en avdankad tränare som försöker leda ett uselt lag med hopplöst fumliga amerikanska fotbollsspelare till seger. Och helst ska han få ordning på laget innan hans lidande fru (Melora Hardin) lämnar honom för gott och hans sexiga gymnast till dotter (Brooke Nevin) vänder ut och in på sig själv.

## Om filmen
The Comebacks regisserades av Tom Brady.

## Rollista (urval)
- David Koechner - Lambeau "Coach" Fields
- Carl Weathers - Freddie Wiseman
- Melora Hardin - Barb Fields
- Matthew Lawrence - Lance Truman
- Brooke Nevin - Michelle Fields
- Nick Searcy - Mr. Truman
- George Back - Buddy Boy
- Noureen DeWulf - Jizminder Featherfoot
- Jesse Garcia - Jorge Juanson
- Jackie Long - Trotter
- Robert Ri'chard - Aseel Tare
- Dax Shepard - sheriff